# Gnomidolon colasi
Gnomidolon colasi är en skalbaggsart som beskrevs av Martins 1967. Gnomidolon colasi ingår i släktet Gnomidolon och familjen långhorningar. Inga underarter finns listade i Catalogue of Life.